# لیز شریدن
لیز شریدن (انگلیسی: Liz Sheridan؛ زادهٔ ۱۰ آوریل ۱۹۲۹ – ۱۵ آوریل ۲۰۲۲) یک بازیگر اهل ایالات متحده آمریکا بود.

## مرگ
شریدان در ۱۵ آوریل ۲۰۲۲، پنج روز پس از تولد ۹۳ سالگی‌اش، در خانه خود در منهتن درگذشت. منابع رسانه ای اشاره کردند که مرگ او چند هفته پس از مرگ استل هریس (همچنین در سن ۹۳ سالگی) اتفاق افتاد.